# Paulo Gazzaniga
Paulo Dino Gazzaniga (* 2. Januar 1992 in Murphy, Provinz Santa Fe) ist ein argentinischer Fußballtorwart, der seit 2023 beim spanischen Verein FC Girona unter Vertrag steht.

## Karriere

### Anfänge
Gazzaniga spielte von 2007 bis 2011 in der Jugend des FC Valencia, nachdem er zuvor bei Unión y Cultura, der Mannschaft seiner Heimatstadt, war. Bei Valencia spielte er nie in der ersten Mannschaft, im Mai 2011 wurde er freigestellt.

### Karriere in England
Im Juli 2011 unterschrieb Gazzaniga einen Zweijahresvertrag beim FC Gillingham, er wurde Konkurrent von Ross Flitney im Kampf um den Platz des Stammtorwarts. Er machte sein Profidebüt am 4. Oktober 2011 bei einer 1:3-Niederlage gegen den FC Barnet bei dem Football-League-Trophy-Wettbewerb.
Am 20. Juli 2012 wechselte Gazzaniga zum FC Southampton und unterschrieb einen Vierjahresvertrag. Sein Debüt für Southampton gab er bei einem 4:1-Sieg gegen den FC Stevenage in der zweiten Runde des League Cup. Sein Ligadebüt erfolgte am 22. September 2012 gegen Aston Villa, das Spiel gewann Southampton mit 4:1.
Am 23. August 2017 wechselte er zum Ligakonkurrenten Tottenham Hotspur und unterschrieb einen Vertrag bis 2022. Ein Jahr vor Vertragsende wechselte er innerhalb Londons im Juli 2021 zum Zweitligisten FC Fulham.